# Entodon geminidens
Entodon geminidens är en bladmossart som beskrevs av Jean Édouard Gabriel Narcisse Paris 1904. Entodon geminidens ingår i släktet Entodon och familjen Entodontaceae. Inga underarter finns listade i Catalogue of Life.